# Anabarhynchus megaphallus
Anabarhynchus megaphallus är en tvåvingeart som beskrevs av Lyneborg 2001. Anabarhynchus megaphallus ingår i släktet Anabarhynchus och familjen stilettflugor. Inga underarter finns listade i Catalogue of Life.